# Truce Wilmink
Geertruida (Truce) Wilhelmina Wilmink (Goes 1943) is een Nederlandse beeldhouwer, vormgever en tekenaar. Haar werk wordt gerekend tot het constructivisme, een beweging die werd beïnvloed door het kubisme en futurisme.

## Opleiding en werk
Wilmink studeerde aan academie Minerva in Groningen (1961-1963) en de Koninklijke Academie van Beeldende Kunsten in Den Haag (1963-1965). Na haar studie werkte zij korte tijd in Amerika (1966). Als (gast)docent werkte zij voor verschillende kunstacademies in Nederland en de Technische Universiteit Delft en Technische Hogeschool Delft. Tijdens haar opleiding vond zij inspiratie in het werk van onder meer Josef Albers en andere kunstenaars die verbonden waren aan het Bauhaus. Ook de grafische kunst van M.C. Escher was een inspiratiebron. Wilmink onderzoekt in plat werk geometrische structuren die in drie dimensies niet mogelijk zouden zijn. Haar ruimtelijke sculpturen zijn vaak gemaakt van spiegelend en doorschijnend materiaal waardoor een complex lijnen- en vormenspel ontstaat.
Sinds 1966 maakte zij werk in opdracht voor o.a. Nederlandse Spoorwegen (waar haar werk werd gereproduceerd op de interieurwanden van de treinwagons, P.T.T., VNO/NCW en Walker Art Center, Minneapolis (USA). Zo merkte zij op in een interview tijdens Beeld & Muziek concert in 1998:  "Ik ben Tante Truus uit het land van Mondriaan, maar dan driedimensionaal." Met haar werk drukte Wilmink een stempel op de naoorlogse abstracte kunst van vrouwen, waarbij vorm, kleur en compositie een belangrijke rol.
Begin jaren zeventig trok Wilmink veel op met constructivistische kunstenaars als Bob Bonies (met wie ze ook een tijd getrouwd was), Joost Baljeu, Carel Visser en André Volten, In 1976 nam zij samen met acht andere vrouwelijke kunstenaars deel aan de tentoonstelling Tout droit, droit au but in Parijs, Institut Néerlandais, een tentoonstelling die eerder te zien was in Museum Fodor in Amsterdam: Karin Daan (Gennip 1944), Ria van Eyk (Venlo 1938), Els de Groot (Nijmegen 1940), Neeltje Korteweg (Den Haag 1944), Yvonne Kracht (Rotterdam 1931), Lou Loeber (Amsterdam 1894), Christa van Santen (Den Haag 1934) en Sonja Vincent-Nienhuis (Amsterdam 1928).
Vanaf 1980 was Wilmink zeven jaar voorzitter van de Stichting Vrouwen in de Beeldende Kunst (SVBK). Op 30 april 2008 werd zij benoemd tot Ridder in de orde van Oranje-Nassau voor haar eigen werk, het stimuleren en zichtbaar maken van werk van vrouwen in de beeldende kunst en haar verdiensten in het (kunst)onderwijs. Haar werk is nationaal en internationaal tentoongesteld, en bevindt zich in de collecties onder andere Centraal Museum Utrecht, Museum Boijmans van Beuningen, Rotterdam, het Kröller-Müller Museum in Otterlo (2024/25) en in het Stedelijk Museum Schiedam in de tentoonstelling Abstract art by women, then and now, 